# Бальме
Бальме (італ. Balme, п'єм. Balme) — муніципалітет в Італії, у регіоні П'ємонт, метрополійне місто Турин.
Бальме розташоване на відстані близько 570 км на північний захід від Рима, 50 км на північний захід від Турина.
Населення — 112 осіб (2014).
Щорічний фестиваль відбувається першої неділі після Дня Святої Трійці. Покровитель — Santissima Trinità.

## Демографія
Населення за роками:

Станом на 1 січня 2023 року в муніципалітеті офіційно проживав 1 іноземець (громадянин Марокко).

## Сусідні муніципалітети
- Ала-ді-Стура
- Бессанс
- Бонневаль-сур-Арк
- Гроскавалло
- Лем'є
- Уссельйо